# 国兴街道
国兴街道是中国海南省海口市琼山区的一个街道。东临南渡江，南与府城街道、滨江街道交界，西至龙昆南路，北至国兴大道。面积约7平方公里。街道办驻攀丹社区。

## 历史
- 1940年前属琼山县白沙乡。
- 1950年12月从白沙乡划出白龙乡，属白龙乡。
- 2001年8月，原白龙乡撤消并分别成立白龙街道办事处和国兴街道办事处。
- 2003年1月海口市行政区划调整后，从原振东区划归琼山区管辖。

## 行政区划
截肢2020年6月，下辖7个社区：
文政社区、文坛社区、八一社区、巴伦社区、攀丹社区、米铺社区和道客社区。

## 国兴街道办事处
- 主任： 陈绵川
- 副主任： 韩潮

## 相关链接
- 五公祠

## 延伸阅读
[在维基数据编辑]